# 长果连蕊茶
长果连蕊茶（学名：Camellia longicarpa）为山茶科山茶属的植物。分布于中国大陆的四川等地，目前尚未由人工引种栽培。